# 公共工程管理局

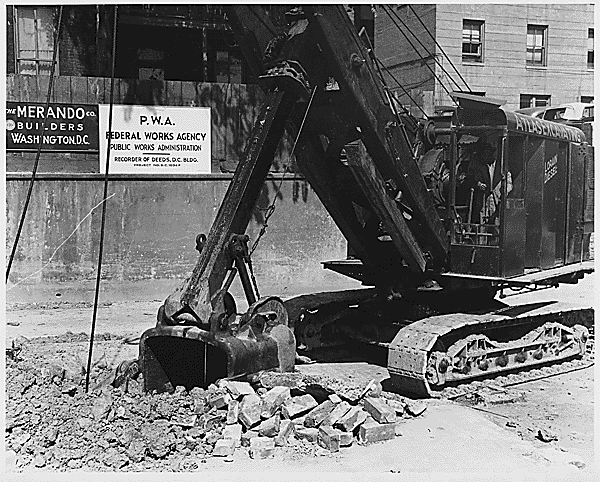
一个1933年、由PWA资助的、位于美国华盛顿特区的建筑工程

公共工程管理局，为美国罗斯福新政时期（1933年-1939年）一个联邦机构，其由《全國產業復興法案》授权实施，旨在通过高速公路和公共设施的建设以减少失业和提高购买力。
该机构由美国总统富兰克林·罗斯福的内务部长哈罗德·L·艾克斯领导。通过其运作，公共工程管理局耗费了40亿美元用于建造当时全国70%的新型教育设施，65%的新法院建筑、市政建筑和污水处理厂；35%的新型公共卫生设施以及10%的新型公路、桥梁和地铁。后由于接近二战时期，美国经济转向战时经济模式，公共工程管理局的作用逐渐式微。